# YouControl
YouControl — українська ІТ-компанія, що розробляє сервіси на основі відкритих даних. А також однойменна  аналітична онлайн-система для бізнесової аналітики, конкурентної розвідки, належних перевірок контрагентів у сфері фінансового моніторингу та оподаткування, дотримання стандартів ESG. Система агрегує дані з понад 220 відкритих надійних джерел та формує повне досьє на кожну компанію України та ФОП, відстежує зміни та візуалізує зв’язки. Містить дані для перевірки іноземних компаній.
YouControl містить найповнішу базу українських та іноземних PEPs та пов'язаних з ними осіб (LIPs), можна перевірити інформацію про приналежність контрагента до міжнародних санкційних списків. Скоринговий показник “Експрес-аналіз” досліджує діяльність підприємств за майже 600 факторами обачності. Система дозволяє  отримати актуальну на час запиту інформацію про фізичну особу з офіційних та відкритих джерел. Крім того, зберігається можливість переглядати історичні дані.
Модуль "ESG-профіль" організацій дозволяє комплексно оцінки ризики контрагентів щодо їх відповідності принципам сталого розвитку. В основі лежить алгоритм обробки даних, які модуль агрегує з більш ніж трьох десятків відкритих джерел.

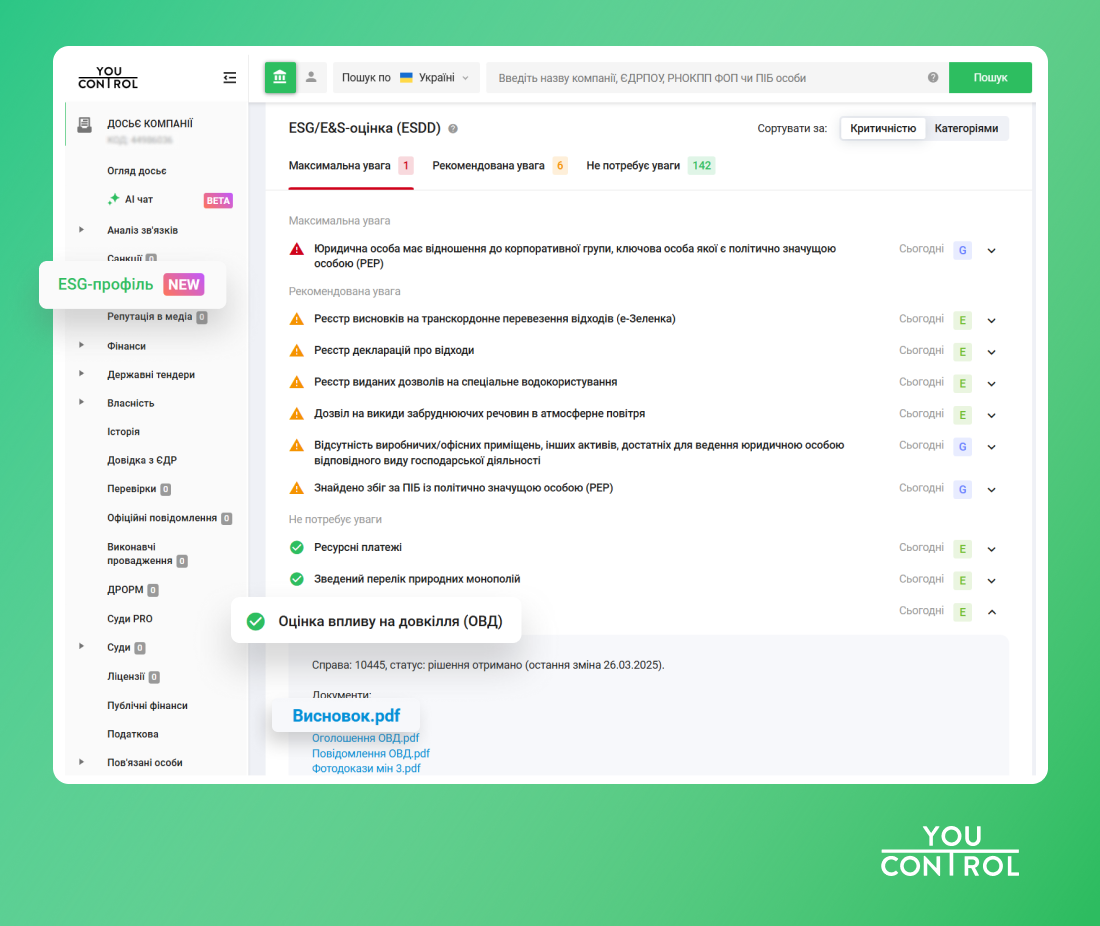
Оцінка впливу на навколишнє середовище в системі YouControl

Станом на кінець 2024 року, фахівці компанії провели навчання для понад 9 тис. представників центральних органів виконавчої влади та місцевого самоврядування. Компанія має близько 600 партнерів в соц. напрямку (медіа, громадські організації). Завдяки системі проведено понад 17 тис. журналістських розслідувань. 60 закладів вищої освіти співпрацюють з YouControl.

## Історія
Розробка вебсистеми почалась 2013 року, через рік було зареєстровано компанію «YouControl». Вона продає ліцензований доступ до системи для бізнесу. З 2016 року компанія до комерційного напрямку додає соціальний: взаємодію на безкоштовній основі з журналістами та громадськими активістами, тендерними майданчиками. З 2017 року розпочинається проєкт підтримки ЗВО. За діяльність YouControl засновника компанії Сергія Мільмана внесли до списку Людей нового часу — українців, які ефективніше та яскравіше за всіх рухали країну вперед у 2018 році
Станом на квітень 2019 на сайт YouControl щодня здійснюється більше 90000 тис. відвідувань. Системою користуються юристи, корпоративні служби безпеки, керівники, які отримали інструмент для прийняття рішень. Крім бізнесу системою користуються 99 % банків України. YouControl отримав нагороду «Краще ІТ-рішення для бізнесу» від Спілки українських підприємців у 2019 та 2022 р.
У 2020 році YouControl став першим в Україні дистриб'ютором даних Європейського бізнес-реєстру. Цього ж року у систему додали дані з реєстру Великої Британії, Російської Федерації та Кіпру.
З 2020 року YouControl щорічно допомагає користувачам знайти дані українських та іноземних компаній, директорів та власників, декларації та судові документи понад 60 млн разів.
У 2021 команда запустила YouControl Academy — навчальний центр з міжнародною спільнотою експертів. Створив інструмент «Репутація в медіа», який інтегрує медійні розслідування в досьє фізичних та юридичних осіб в аналітичній систем. А також презентував інструмент «Аналіз тендерів» для перевірки учасників закупівель. Модуль консолідує інформацію по тендеру в одному звіті та функціонує на безоплатній основі.

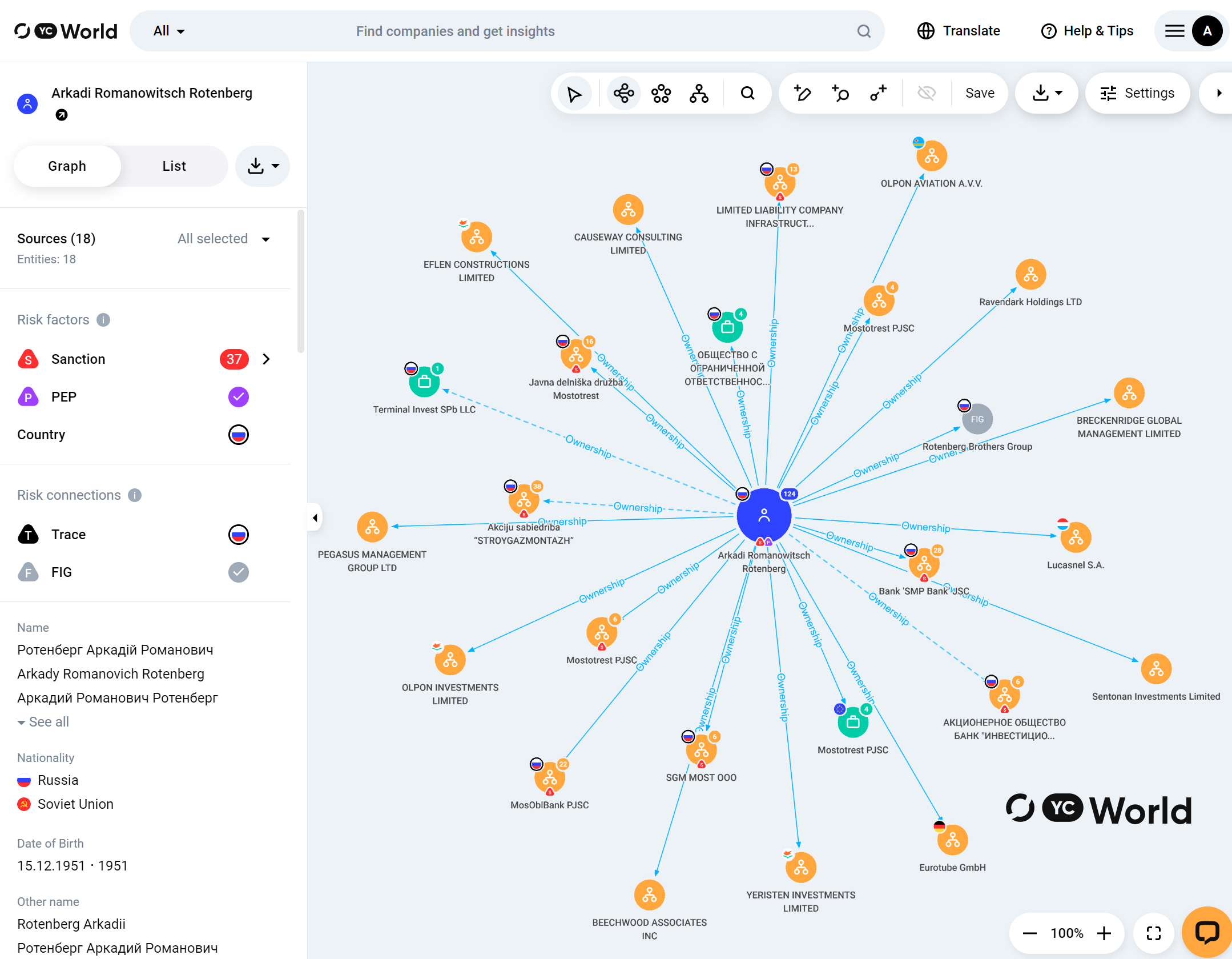
YC World - міжнародна платформа з пошуку, побудови та візуалізації звʼязків і виявлення прихованих інсайтів при перевірці іноземних партнерів по всьому світу

У 2022 році ІT-компанією були розроблені рішення, що допомогають Україні в повномасштабній російсько-українській війні. А саме:
- застосунок для перевірки фізосіб у воєнний час та виявлення диверсантів ТиХто;
- волонтерська платформа для потреб ЗСУ «Люди для України»
- міжнародна платформа з пошуку, побудови та візуалізації звʼязків і виявлення прихованих інсайтів  (російського «сліду» в тч.) при перевірці іноземних партнерів по всьому світу RuAssets (YC World)
- YC.Market —  аналітичний інструмент від компанії YouControl, який дозволяє здійснювати комплексний аналіз ринку України, шукати нових партнерів і клієнтів, а також моніторити новостворені компанії та відслідковувати зміни на ринку.

На початку 2025 року YouControl презентував перший в Україні модуль для комплексної оцінки ESG-ризиків компаній Інструмент допомагає виявити потенційні ризики, визначити "зони росту" для покращення ESG-показників та підготуватися до взаємодії з міжнародними фінансовими інституціями. Модуль аналізує діяльність компанії за критеріями, що відповідають E&S категоризації ФРП та ЄБРР, і представляє результати в зручному інтерфейсі. Користувач бачить позначки біля КВЕДів, пов'язаних із підвищеними ризиками, а також візуалізацію інших важливих факторів – як негативних (наприклад, екологічних порушень чи судових справ, повʼязаних з ESG), так і позитивних (як-от наявність звіту зі сталого розвитку, наприклад). 

## Функції
YouControl містить:
- дані з понад 220 відкритих надійних джерел;

- реєстраційні та історичні дані всіх підприємств та ФОПів України (більше 6 млн досьє);
- близько 100 млн судових документів (деякі з документів з різних причин іноді зникають з державних судових реєстрів, але система їх надійно зберігає);
- понад 2, 5 тис. фінансово-промислових груп;
- базу українських та іноземних PEPs та пов'язаних з ними осіб (LIPs)
- завдяки модулю  “Експрес-аналіз” для фізосіб можна виявити ризики (якщо такі є), пов'язані з судовими рішеннями, санкціями, недійсними документами, приналежністю до РЕРs, зниклих осіб, в розшуку, терористів, боржників, корупціонерів, люстрованих.

|                             | Це інструмент, який дозволяє обирати надійних та вигідних партнерів. По-перше, це означає, що можна перевірити як потенційних контрагентів, так і тих, з ким вже налагоджена співпраця. Виявивши всі приховані факти, можна обрати тих, з ким працювати безпечно. По-друге, є можливість контролювати партнерів на всіх етапах співпраці, вчасно міняти партнерів. По-третє, отримати нових клієнтів. І це далеко не все… |
| — засновник Сергій Мільман, | |

YouControl дозволяє вирішити такі завдання:
- Моніторинг офіційних відомостей контрагентів за інформацією з відкритих даних;
- Рішення в галузі корпоративної економічної і інформаційної безпеки;
- Конкурентна розвідка, бізнес-аналітика, комплаєнс;
- Аналіз декларацій та державних закупівель.

В системі знаходяться інструменти, що реалізують її можливості:
1. Пошук: запит можна робити за кодом ЄДРПОУ, найменуванням, ПІБ директора або засновника, адресою, номером телефону та РНОКПП. Також можна фільтрувати компанії за регіоном, видом діяльності, статусом тощо.
2. Картка контрагента складається з спеціалізованих вкладок, в яких міститься а інформація у вигляді досьє: реєстраційні відомості, статус платника податку, ліцензії та дозволи, судові рішення, офіційні повідомлення та історія змін, а також аналітика: фінансовий та зовнішньо-економічний аналіз, зв'язки між афілійованими особами (включаючи історичні), державні тендери, власність (торгові марки, автотранспорт, земельні ділянки, об'єкти нерухомості), національні публічні діячі, перевірки.
3. Експрес-аналіз контрагента— результат аналізу контрагента за більше ніж 500 ризик-факторами. Система самостійно аналізує основні дані про компанію та присвоює відповідне маркування, що залежить від рівня можливого ризику.
4. «Мої контрагенти» та «Історія переглядів» містить історію всіх переглянутих «Карток контрагента», а також список обраних контрагентів.
5. Моніторинг— це автоматичний робот, який відстежує зміни в держреєстрах про кожного доданого в моніторинг контрагента. Ці зміни приходять на мейл/в месенджер користувача.
6. Пошук зв'язків дозволяє знаходити зв'язки між двома контрагентами за різними типами зв'язків (засновники та бенефіціари, директор або підписант, правонаступники, філії, ПІБ, адреса, телефон), також автоматично здійснити пошук афіліатів обраної юрособи.
7. Групи: інструмент, що дозволяє ділитись списками контрагентів для утворення спільного інформаційного простору команди.
8. Список реєстрів— довідник аналітика, в якому зібрані прямі посилання на 169 українських та 250 світових реєстрів, а також зазначено, які дані містяться в цих реєстрах.
9. Модуль з перевірки фізосіб — цифровий інструмент для перевірки та управління ризиками співпраці з фізичними особами, містить широкий набір відкритої інформації про фізичних осіб[8].
10. «Репутація в медіа» — інтегрує медійні розслідування в досьє фізичних і юридичних осіб в аналітичній системі та показує зв"язки між ними. Дає можливість відстежити фігурування юридичних і фізосіб в журналістських розслідуваннях. Попутною метою є архівація суспільно важливих медійних розслідувань.
11. Також створено онлайн-інструмент для дослідження ринку, пошуку партнерів та b2b клієнтів YouControl.Market

Компанія створила та оновлює актуальний каталог підприємств України на основі ЄДР, а також каталог судових рішень, каталог офшорів, каталог власників та директорів компаній, каталог компаній за КВЕД, каталог електронних декларацій.
YouControl створив API-сервіс «YouScore», що дозволяє інтегруватись із CRM або ERP-системами. За допомогою інтеграції API від YouControl, користувачі можуть отримати кастомізоване рішення та автоматизувати більшість завдань, пов'язаних з перевіркою контрагентів та отриманням відкритих даних у свої ІТ системи.
Фахівці компанії також готують експертне досьє на фізичних та юридичних осіб.

### Дані міжнародних реєстрів
В YouControl доступні дані Європейського бізнес-реєстру з таких країн: Австрія, Естонія, Фінляндія, Франція, Німеччина, Гібралтар, о. Гернсі, Ірландія, Італія, Джерсі, Латвія, Литва, Люксембург, Македонія, Мальта, Сербія, Словенія, Іспанія, Швеція. А також реєстру Великої Британії (Company House), Російської Федерації та Кіпру.

### Доступні дані з України
Загалом, система YouControl містить дані з понад 220 відкритих джерел. Основний масив — це державні публічні реєстри. Можна отримати актуальну та історичну інформацію про компанії та ФОП: реєстраційні дані, фінанси, ліцензії, власність, участь в тендерах, зв'язки тощо. 
Завдяки модулю «Перевірка фізосіб» можна виявити ризики (якщо такі є), пов'язані з судовими рішеннями, санкціями, недійсними документами, приналежністю до PEPs, зниклих осіб, перебуваючих в розшуку, терористів, боржників, корупціонерів, люстрованих. Також можна дізнатися, чи є особа фігурантом розслідувань в медіа, чи міститься вона в БД «ДержZрадники», «Миротворець», в тому числі за колабораційну діяльність.
YouControl акумулює дані зокрема з таких державних реєстрів:
- Єдиний державний реєстр юридичних осіб та фізичних осіб-підприємців;
- Єдиний державний реєстр підприємств та організацій України;
- Держпромнагляд;
- Архів оприлюднення відомостей з Єдиного державного реєстру;
- Єдиний державний реєстр судових рішень;
- Вищий господарський суд України;
- Бюлетень державної реєстрації;
- Дані реєстру платників; та анулювання реєстрації платників ПДВ;
- Реєстр платників єдиного податку;
- Додаткова інформація про бізнес-партнера;
- Оприлюднення відомостей у справах про банкрутства;
- Єдиний ліцензійний реєстр;
- Ліцензійні переліки Державної служби геології та надр України;
- Реєстр Національної комісії, що здійснює державне регулювання у сфері зв'язку та інформатизації;
- Реєстр суб'єктів господарювання, які здійснюють імпорт, експорт спирту коньячного;
- Ліцензії на право роздрібної торгівлі алкогольними напоями та тютюновими виробами;
- Реєстр ліцензій на тютюн та алкоголь;
- Реєстр виданих ліцензій на користування радіочастотним ресурсом України;
- Перелік суб'єктів господарювання, які отримали ліцензії на право оптової торгівлі алкогольними напоями та тютюновими виробами;
- Реєстр місць провадження діяльності з оптової та роздрібної торгівлі лікарськими засобами.
- Державна архітектурно-будівельна інспекція України;
- Реєстр планових перевірок;
- Дані Антимонопольного комітету України;
- База державних закупівель;
- ProZorro;
- SMIDA;
- Реєстр підприємств, що мають заборгованість із заробітної плати;
- Санкції РНБО;
- Міжнародні санкції;
- Реєстр Нацкомфінпослуг;
- Реєстр неприбуткових установ та організацій та інші.

А також здійснює аналіз фінансового стану, ринкової потужності та зовнішньоекономічної діяльності компаній.
У 2021 році фахівцями аналітичної системи з бізнес-розвідки YouControl розроблено інструмент для проведення первинного фінансового моніторингу в автоматизований спосіб. Це дозволить протидіяти відмиванню коштів, отриманих злочинним шляхом, та фінансуванню тероризму. Крім того, у всіх організаціях у штаті з'явитися фахівець з фінансового моніторингу, котрий нестиме відповідальність за перевірку клієнтів, аби компанія не стала учасником злочинної схеми. За низьку якість перевірки НБУ буде карати штрафами та позбавленням ліцензій.

## Перевірка репутації контрагентів
Експрес-аналіз контрагента в системі YouControl — це комплексний аналіз чинників, на які рекомендовано звертати особливу увагу в процесі оцінки надійності контрагентів. Результатом експрес-аналізу контрагента є автоматична система виявлення комплаєнс-ризиків «COMPLIANCE SCORE». Відбір чинників для аналізу контрагента грунтується на практиках комплаєнс-оцінок, у тому числі стосовно відповідності компаній вимогам нормативно-правових актів чи рекомендацій Верховної Ради України, Національного банку України, Державної фіскальної служби, Державної служби фінансового моніторингу України тощо. Для цього, в тому числі, використовуються й іноземні та міжнародні правові джерела: санкційні списки Міністерства Фінансів (OFAC) та Бюро промисловості та безпеки (BIS) Міністерства торгівлі США, Ради Європейського Союзу, Великої Британії, Канади, Австралії, Японії. Фізичні особи, які пов'язані з тими компаніями, що аналізуються, також перевіряються на наявність у списках терористів від ДСФМУ, куди серед іншого додані і дані Ради Безпеки ООН.
Обставини репутаційного значення відображаються в досьє контрагента, першочергово в Експрес-аналізі. Це— результат аналізу контрагента за більше ніж 600 важливими факторами, на які варто звертати увагу. Система YouControl самостійно аналізує основні дані про компанію та присвоює відповідне індексне маркування (А, В,С, D), що відображає рівень ретельності, з якою рекомендується здійснювати перевірку досліджуваної компанії.

## Соціальний напрямок
Для викриття корупційних схем, збільшення прозорості бізнес-середовища компанія надає безкоштовний доступ для журналістів та громадських активістів. YouControl допомагає топовим ЗМІ у створенні аналітичних досліджень, виступив співорганізатором Міжнародного дня боротьби з корупцією в Україні-2016.
Також у 2016 році започаткували співпрацю з тендерними майданчиками. Їх користувачі отримують безкоштовно витяг з досьє компаній.
З 2017 року розпочинається проєкт підтримки ВНЗ «Інвестиції в майбутнє»: компанія впроваджує акаунти в навчальні заклади для використання в навчальних цілях та підготовки фахових наукових робіт.
Під час карантину у квітні 2020 року команда розробила Карту медичного забезпечення — інтерактивну систему для аналізу та прогнозування медичного забезпечення у зв'язку з поширенням коронавірусної хвороби (COVID-19). Вона включає також динаміку захворюваності, прогнозування, рівень тестування населення. Згодом її доповнили Картою благодійної допомоги.
Під час місцевих виборів у жовтні 2020 року запустили проєкт «Кандидати на долоні», де опублікували у вільний доступ експертне досьє на всіх кандидатів в мери Києва та кандидатів ще восьми міст України.

## Партнерські проєкти
Запровадження безкоштовного тарифу Open Data та запуск нового продукту компанії — YouScore (інтеграція даних через API) дало поштовх для партнерств з низкою онлайн-сервісів, котрі тепер включають можливість перевірки компаній. Серед них:
Вчасно — користувачі онлайн-сервісу документообігу можуть перевірити контрагентів перед підписом угод;
Відкритий бюджет — у модулі можна знайти інформацію про підрядників виконання держзамовлень;
Облік SaaS — користувачі системи бухгалтерського та управлінського обліку можуть знайти інформацію про своїх контрагентів перед виставленням рахунку.
Lardi Trans — при виборі перевізника можна ознайомитись з його досьє, а також автоматично завантажити дані в картку.
Держзакупівлі. Онлайн — замовники можуть переглянути досьє учасників торгів після публікації протоколу розкриття.
У грудні 2018 року із DOZORRO команда YouControl розробила спільний інструмент — пошук зв'язків між учасниками державних закупівель.
Крім того, на маркетплейсі Creatio є конектор YouControl integration for Creatio, при налаштуванні якого дані автоматично завантажуються в облікову систему.

## Звинувачення з боку СБУ
- 23 березня 2017 року СБУ провела обшуки у керівництва, співробітників, підрядників та вилучила технічне обладнання вебплатформи YouControl, що призвело до тимчасової призупинки сервісу[27][28][29][27][30][31][32].
- 24 березня 2017 року з приводу тиску на прозорий бізнес сталася прес-конференція в Інтерфакс.
- 28 березня 2017 року відбувся мітинг під будівлею Служби безпеки України[33].
- 13 червня 2017 року розпорядники держреєстрів заперечують звинувачення СБУ[34][35][36].
- 18 липня 2017 року Апеляційний суд не дозволив арештувати майно, вилучене під час обшуків[37][38][39].
- 27 грудня 2017 року слідчі СБУ вручили повідомлення про підозру Сергію Мільману, директору компанії YouControl, за статтею 361 ч.2 КК України (незаконне втручання в роботу ЕОМ (комп'ютерів), систем та комп'ютерних мереж)[40][41].
- 2 січня 2018 року суд обрав запобіжний захід для Сергія Мільмана у вигляді застави[42][43][44][45].
- 20 лютого 2018 року Генеральна прокуратура видала постанову про закриття кримінального провадження щодо Сергія Мільмана[46][47][48].
- 21 березня 2018 року Комітет з питань свободи слова та інформаційної політики розглянули проблему на ринку Інтернет-послуг, з якою зіткнулася компанія «Ю-Контрол»[49][50].
- 11 липня 2018 року суд дав СБУ два місяці на завершення справи[51][52]
- 28 листопада 2018 року СБУ передала справу Нацполіції, котра повернула вилучені під час обшуку в офісі речі[53][54].
- 28 лютого 2019 року справу проти YouControl офіційно закрито[55][56][57].